# Ján Zán
Ján Zán (* 10. listopadu 1936, v databázi poslanců uváděn i chybně jako Juraj Zán) byl slovenský a československý výzkumný pracovník, za normalizace politik Komunistické strany Slovenska, po sametové revoluci SDĽ, poslanec Sněmovny národů a Sněmovny lidu Federálního shromáždění.

## Biografie
K roku 1986 se profesně uvádí jako ředitel výzkumného ústavu. V pramenech z roku 1984 je zmiňován jako ředitel Výzkumného ústavu kovů v Prešově, kde od roku 1975 inicioval výzkum v oblasti průmyslové robotiky.
V letech 1986-1989 byl účastníkem zasedání Ústředního výboru Komunistické strany Slovenska, na sjezdu KSS v roce 1986 zvolen kandidátem ÚV KSS.
Ve volbách roku 1986 zasedl za KSS do slovenské části Sněmovny národů (volební obvod č. 141 - Prešov I, Východoslovenský kraj). Netýkal se ho proces kooptací do Federálního shromáždění po sametové revoluci. Ve volbách roku 1990 přešel do Sněmovny lidu, od roku 1991 již jako poslanec za postkomunistickou SDĽ. Mandát obhájil za SDĽ ve volbách roku 1992 a ve Federálním shromáždění setrval do zániku Československa v prosinci 1992.